# Constanța Burcică
Constanţa Burcică (15 de marzo de 1971 en Sohatu, Călărași, Rumanía)  es una remera rumana que ha llegado a ganar cinco medallas olímpicas.

## Biografía
Constanţa ganó el oro olímpico en el ocho rumano en los Juegos Olímpicos de 1996, 2000 y 2004. En el año 1992 ganó la plata y en 2008 el bronce. Los tres oros fueron en el doble scull ligero de su país, mientras que la plata de 1992 la consiguió en un cuádruple scull. La medalla de bronce de 2008 fue con el ocho nacional, con el cual había ganado el Campeonato de Europa ese mismo año.
En 1996 su compañera en el doble scull fue Camelia Macoviciuc, mientras que en 2000 y 2004 su compañera fue Angela Alupei. También fue primera en la Copa del Mundo de Remo en el año 2000 en dos ocasiones, en Viena y en Lucerna, mientras que también en Lucerna fue segundo en 2004.
En cuanto al Campeonato Mundial de Remo fue undécima en 1995 en un scull individual. En 1999 ganó el campeonato mundial en la especialidad de doble scull. Dos años más tarde fue medalla de place en un scull individual y en 2003 fue tercera en un doble scull.